# اسینی له گراند
اسینی له گراند (به فرانسوی: Essigny-le-Grand) یک کمون (فرانسه) در فرانسه است که در ان (ا-دو-فرانس) واقع شده‌است. اسینی له گراند ۱۳٫۳۸ کیلومتر مربع مساحت دارد ۹۳ متر بالاتر از سطح دریا واقع شده‌است.